# 젠치쿠 다이지로
젠치쿠 다이지로(善竹大二郎, 본명: 시게야마 다이지로 茂山大二郎, 1981년~)는 교겐에서 연주하는 노가쿠시이다.
교겐의 중요무형문화재 보유자였던 할아버지 젠치쿠 게이고로와 아버지 젠치쿠 주로에게 배웠다. 2020년 코로나19로 일찍 죽은 형 젠치쿠 도미타로의 유지를 이어 교겐 이외에도 다양한 활동을 하고 있다.
고마자와 대학 외부 강사, 젠치쿠 교겐 사무소 대표 이사 등을 맡고 있다.